# LaSalle County
LaSalle County är ett county i delstaten Illinois i USA. År 2010 hade countyt 113 924 invånare. Den administrativa huvudorten (county seat) är Ottawa.

## Politik
LaSalle County är ett så kallat swing distrikt och det brukar vara jämnt mellan republikanerna och demokraterna i politiska val.

## Geografi
Enligt United States Census Bureau har countyt en total area på 2 973 km². 2 939 km² av den arean är land och 34 km² är vatten.

### Angränsande countyn
- Lee County, Illinois - nordväst
- DeKalb County, Illinois - nord
- Kendall County, Illinois - nordost
- Grundy County, Illinois - öst
- Livingston County, Illinois - sydost
- Woodford County, Illinois - syd
- Marshall County, Illinois - sydväst
- Putnam County, Illinois - väst
- Bureau County, Illinois - väst

### Orter
- Dalzell (delvis i Bureau County)
- LaSalle
- Marseilles
- Mendota
- Ottawa (huvudort)
- Peru
- Streator (delvis i Livingston County)